# Oedipina stuarti
Oedipina stuarti là một loài kỳ giông trong họ Plethodontidae.
Nó là loài đặc hữu của Honduras.
Các môi trường sống tự nhiên của chúng là các khu rừng khô nhiệt đới hoặc cận nhiệt đới, chỗ ở ngầm dưới đất (không hẳn là hang), và man-made carxtơ.